# Odległość Minkowskiego
Odległość Minkowskiego – uogólniona miara odległości między punktami przestrzeni euklidesowej; niekiedy nazywa się także odległością Lm. Można o niej myśleć jako o uogólnieniu odległości euklidesowej (L2), miejskiej (L1) oraz Czebyszewa (L∞, tzn. Lm w granicy przy m → ∞).

## Definicja formalna

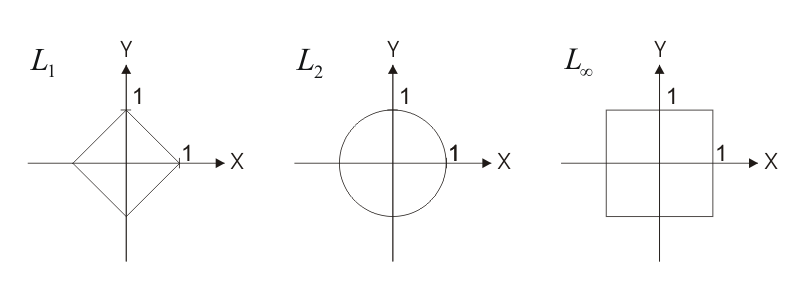
Okręgi jednostkowe w przestrzeni dla różnych parametrów m odległości Minkowskiego

Dla dowolnych punktów {\displaystyle \mathbf {x} =(x_{1},x_{2},\dots ,x_{n}),\ \mathbf {y} =(y_{1},y_{2},\dots ,y_{n})} przestrzeni {\displaystyle \mathbb {R} ^{n}} ich odległość Minkowskiego wyraża się wzorem
{\displaystyle L_{m}(\mathbf {x} ,\mathbf {y} )=\left(\sum _{i=1}^{n}~|x_{i}-y_{i}|^{m}\right)^{1/m}.}